# OR10A2
Familija olfaktornih receptora 10 podfamilija A član 2 je protein koji je kod ljudi kodiran genom OR10A2.

## Genetske razlike
OR10A2 (kao i OR6A2 koji se nalazi blizu njega na hromozomu 11) je predložen kao gen kandidat odgovoran za genetski deo varijacije u preferenciji cilantra.